# 1294 هـ
1294 هـ هي سنة في التقويم الهجري امتدت مقابلةً في التقويم الميلادي بين سنتي 1877 و1878.

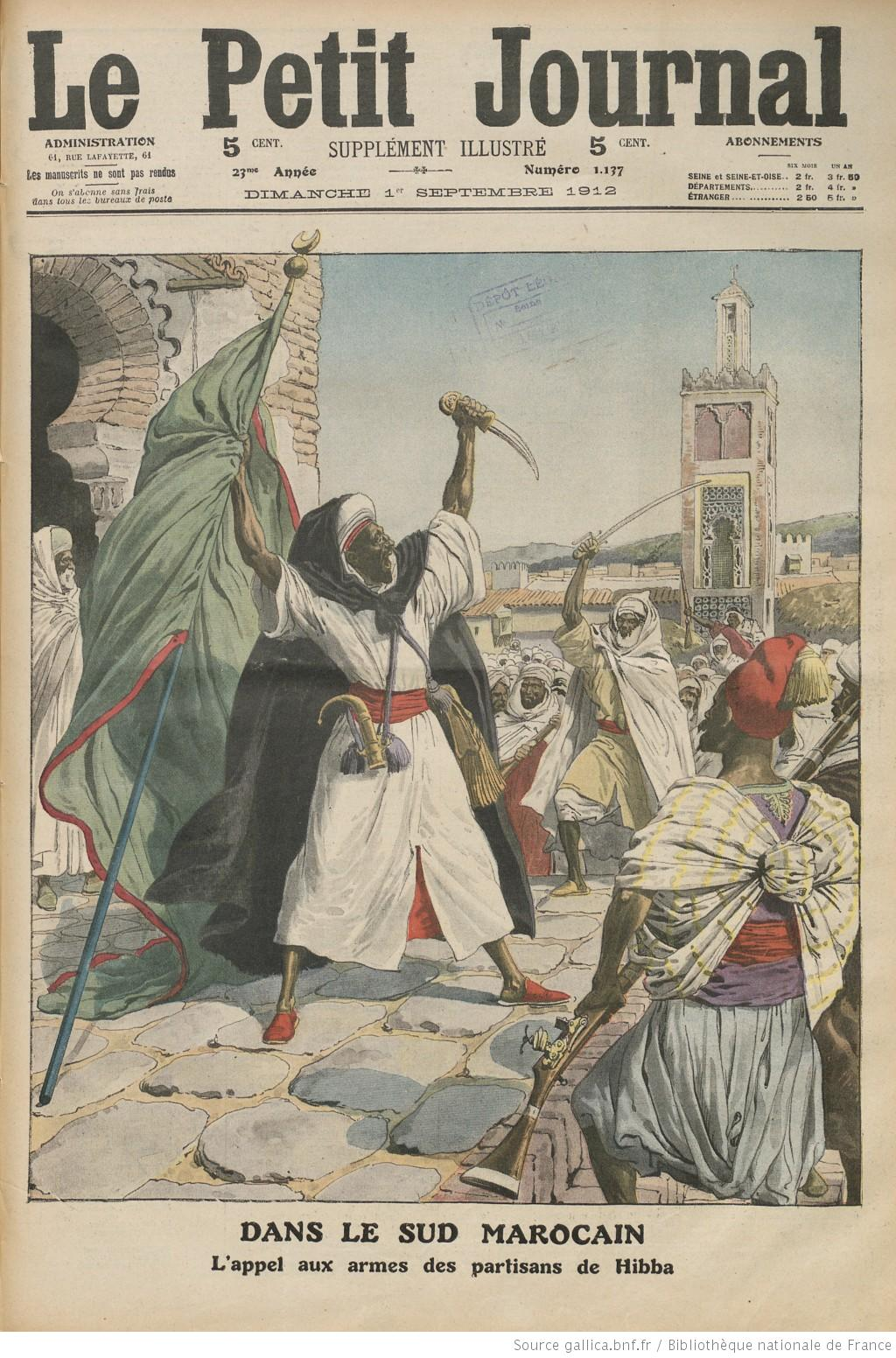
أحمد الهيبة

## أحداث
- الأمام عبد الله بن فيصل يغير نظام الحكم بالأنتقال من بعده إلى الأمام عبد الرحمن بن فيصل ثم أبناء عبد الرحمن.
- دخول الأمير فهد بن عبد الرحمن بن فيصل إلى التلعليم بعد وصول عمره السادسة.
- الأمام عبد الرحمن بن فيصل نائب الأمام يدخل ابنه خالد بن عبد الرحمن بن فيصل إلى التعليم.
- الأمير قاسم بن محمد آل ثاني يدعو الأمام عبد الله بن فيصل والأمام عبد الرحمن بن فيصل لزيارة إلى الدوحة.
- الأمام عبد الله بن فيصل يدعو الخديوي إسماعيل والأمير عيسى بن علي آل خليفة والأمير قاسم بن محمد آل ثاني والأمير عبد الله الثاني الصباح لاجتماع في الرياض ثم الحج في مكة المكرمة.
- مغادرة الأمير فهد بن عبد الرحمن بن فيصل مع أخوه الأكبر فيصل إلى الكويت وذلك للتعليم.
- عودة الأمير فيصل بن عبد الرحمن بن فيصل إلى الرياض بعد أن أرسل الأمير فهد بن عبد الرحمن بن فيصل إلى الكويت للتعليم.

## مواليد
- الهادي كعبار الشركسي
- زكي برزنجي
- علي الدقر
- محمد إقبال
- أحمد الهيبة
- العباس بن إبراهيم السملالي
- زكي البرزنجي
- صالح بن حسن بن مهنا المهنا
- عباس القمي
- محمد حسين آل كاشف الغطاء
- مصطفى آغا

## وفيات
- أكنسوس
- القندوزي
- آفتاب خراسان